# Elisabetta Perrone
Elisabetta Perrone (née le 9 juillet 1968 à Camburzano, dans la province de Biella, au Piémont) est une athlète italienne, spécialiste de la marche.

## Biographie
Elisabetta Perrone a remporté les Jeux méditerranéens en 1997 et a terminé 3e des championnats du monde 2001 à Edmonton, au Canada.

## Palmarès

### Jeux Olympiques
Jeux Olympiques d'été de 1996:  Médaille d'argent aux 10 kilomètres marche

### Championnats du monde
- Médaille d'argent aux 10 kilomètres marche en 1995
- Médaille de bronze aux 20 kilomètres marche en 2001

### Jeux méditerranéens
- Médaille d'or aux 10 kilomètres marche en 1997
- Médaille d'argent aux 20 kilomètres marche en 2001[1]